# Copa América de 1995
A 37a edição da Copa América de futebol foi disputada em 1995, no Uruguai, durante os dias 5 de julho e 23 de julho daquele ano. A competição contou com a presença de 12 seleções (as dez da CONMEBOL, mais México e EUA). O torneio foi realizado nas cidades de Montevidéu, Maldonado, Paysandú e Rivera.
O torneio foi vencido pela seleção anfitriã, que foi campeã do torneio pela 14a vez, ao vencer o Brasil na final, nas cobranças de penaltis por 5 a 3, após um empate por 1 a 1 no tempo normal.

## Sedes
| Montevidéu         | Maldonado                | Paysandú               | Rivera                       |
| ------------------ | ------------------------ | ---------------------- | ---------------------------- |
| Estádio Centenario | Estádio Domingo Burgueño | Estadio Parque Artigas | Estádio Atilio Paiva Olivera |
| Capacidade: 65.235 | Capacidade: 22.000       | Capacidade: 22.000     | Capacidade: 27.135           |
|                    |                          |                        |                              |

## Primeira fase
Nesta parte da competição, as doze seleções participantes da competição foram divididas em três grupos de quatro. Classificam-se os dois primeiros de cada grupo e os dois melhores terceiros lugares para as quartas de final. Caso duas equipes terminem empatadas em números de pontos, são aplicados os seguintes critérios de desempate, pela ordem:
- Maior saldo de gols.
- Maior quantidade de gols marcados.
- Confronto direto entre as seleções empatadas.

Abaixo seguem a classificação e os resultados.

### Grupo A
| Equipes   | Pts | J | V | E | D | GM | GS | SG |
| --------- | --- | - | - | - | - | -- | -- | -- |
| Uruguai   | 7   | 3 | 2 | 1 | 0 | 6  | 2  | +4 |
| Paraguai  | 6   | 3 | 2 | 0 | 1 | 5  | 4  | +1 |
| México    | 4   | 3 | 1 | 1 | 1 | 5  | 4  | +1 |
| Venezuela | 0   | 3 | 0 | 0 | 3 | 4  | 10 | -6 |

Partidas realizadas:
5 de julho:
- Uruguai 4-1  Venezuela.
- 20:30

6 de julho:
- Paraguai 2-1  México.
- 20:30

9 de julho:
- Uruguai 1-0 Paraguai.
- 15:00
- México 3-1  Venezuela.
- 17:00

12 de julho:
- Paraguai 3-2  Venezuela.
- 18:00
- Uruguai 1-1  México
- 20:00

### Grupo B
| Equipes  | Pts | J | V | E | D | GM | GS | SG |
| -------- | --- | - | - | - | - | -- | -- | -- |
| Brasil   | 9   | 3 | 3 | 0 | 0 | 6  | 0  | +6 |
| Colômbia | 4   | 3 | 1 | 1 | 1 | 2  | 4  | -2 |
| Equador  | 3   | 3 | 1 | 0 | 2 | 2  | 3  | -1 |
| Peru     | 1   | 3 | 0 | 1 | 2 | 2  | 5  | -3 |

Partidas realizadas:
7 de julho:
- Colômbia 1-1  Peru.
- 19:30
- Brasil 1-0  Equador.
- 21:30

10 de julho:
- Colômbia 1-0  Equador.
- 19:30
- Brasil 2-0  Peru.
- 21:30

13 de julho:
- Equador 2-1  Peru.
- 19:30
- Brasil 3-0  Colômbia.
- 21:30

Nota: A Seleção Brasileira ficou concentrada na cidade de Santana do Livramento, que fica no interior do Rio Grande do Sul, por fazer fronteira com a cidade uruguaia de Rivera, sede dos jogos da sua chave. Dois tetracampeões marcaram gols pela primeira vez na seleção nesse torneio: Ronaldão fez o gol da vitória de 1x0 sobre o Equador. Leonardo abriu o placar contra a Colômbia. Neste jogo, o meia Juninho Paulista marcou um gol olímpico, contando com a colaboração do polêmico René Higuita.

### Grupo C
| Equipes        | Pts | J | V | E | D | GM | GS | SG |
| -------------- | --- | - | - | - | - | -- | -- | -- |
| Estados Unidos | 6   | 3 | 2 | 0 | 1 | 5  | 2  | +3 |
| Argentina      | 6   | 3 | 2 | 0 | 1 | 6  | 4  | +2 |
| Bolívia        | 4   | 3 | 1 | 1 | 1 | 4  | 4  | 0  |
| Chile          | 1   | 3 | 0 | 1 | 2 | 3  | 8  | -5 |

Partidas realizadas:
8 de julho:
- Estados Unidos 2-1  Chile.
- 15:00
- Argentina 2-1  Bolívia.
- 17:00

11 de julho:
- Bolívia 1-0  Estados Unidos.
- 19:00
- Argentina 4-0  Chile.
- 21:00

14 de julho:
- Bolívia 2-2  Chile.
- 19:00
- Estados Unidos 3-0  Argentina.
- 21:00

## Fase final

### Esquema
|  | Quartas de final         | Quartas de final        |                          |                | Semifinais     | Semifinais     |  |  | Final                   | Final |
|  |                          |                         |                          |                |                |                |  |  |                         |       |
|  | 16 de julho - Montevidéu |                         |                          |                |                |                |  |  |                         |       |
|  |                          |                         |                          |                |                |                |  |  |                         |       |
|  | Colômbia                 | 1 (5)                   |                          |                |                |                |  |  |                         |       |
|  | Colômbia                 | 1 (5)                   | 19 de julho - Montevidéu |                |                |                |  |  |                         |       |
|  | Paraguai                 | 1 (4)                   |                          |                |                |                |  |  |                         |       |
|  | Paraguai                 | 1 (4)                   | Colômbia                 | 0              |                |                |  |  |                         |       |
|  | 16 de julho - Montevidéu |                         | Colômbia                 | 0              |                |                |  |  |                         |       |
|  |                          | Uruguai                 | 2                        |                |                |                |  |  |                         |       |
|  | Uruguai                  | Uruguai                 | 2                        | 2              |                |                |  |  |                         |       |
|  | Uruguai                  |                         | 23 de julho - Montevidéu | 2              |                |                |  |  |                         |       |
|  | Bolívia                  | 1                       |                          |                |                |                |  |  |                         |       |
|  | Bolívia                  | 1                       | Uruguai                  | 1 (5)          |                |                |  |  |                         |       |
|  | 17 de julho - Paysandú   |                         | Uruguai                  | 1 (5)          |                |                |  |  |                         |       |
|  |                          | Brasil                  | 1 (3)                    |                |                |                |  |  |                         |       |
|  | Estados Unidos           | Brasil                  | 1 (3)                    | 0 (4)          |                |                |  |  |                         |       |
|  | Estados Unidos           | 20 de julho - Maldonado |                          | 0 (4)          |                |                |  |  |                         |       |
|  | México                   | 0 (1)                   |                          |                |                |                |  |  |                         |       |
|  | México                   | 0 (1)                   | Estados Unidos           | 0              | Terceiro lugar | Terceiro lugar |  |  |                         |       |
|  | 17 de julho - Rivera     |                         | Estados Unidos           | 0              | Terceiro lugar | Terceiro lugar |  |  |                         |       |
|  |                          | Brasil                  | 1                        |                |                |                |  |  |                         |       |
|  | Brasil                   | Brasil                  | 1                        | 2 (4)          | Colômbia       | 4              |  |  |                         |       |
|  | Brasil                   |                         |                          | 2 (4)          | Colômbia       | 4              |  |  |                         |       |
|  | Argentina                | 2 (2)                   |                          | Estados Unidos | 1              |                |  |  |                         |       |
|  | Argentina                | 2 (2)                   |                          |                | 1              |                |  |  |                         |       |
|  |                          |                         |                          |                |                |                |  |  | 22 de julho - Maldonado |       |
|  |                          |                         |                          |                |                |                |  |  |                         |       |

### Quartas de final
| 16 de julho de 1995 15:00 | Colômbia   | 1 - 1 | Paraguai       | Estádio Centenário, Montevidéu |
|                           | Rincón 53' |       | Villamayor 26' | Árbitro: CHI Imperatore        |

|                                          |       | Penalidades                        |  |
| Rincón Mendoza Arboleda Cabrera Asprilla | 5 – 4 | Jara Acuña Samaniego Denis Gamarra |  |

| 16 de julho de 1995 17:00 | Uruguai                | 2 - 1 | Bolívia     | Estádio Centenário, Montevidéu     |
|                           | Otero 1' · Fonseca 30' |       | Sánchez 71' | Público: 45 000 Árbitro: EQU Rodas |

| 17 de julho de 1995 19:00 | Estados Unidos | 0 - 0 | México | Estádio Parque Artigas, Paysandú       |
|                           |                |       |        | Público: 6 500 Árbitro: COL Óscar Ruiz |

|                                |       | Penalidades              |  |
| Wynalda Moore Caligiuri Klopas | 4 – 1 | García Hermosillo Coyote |  |

| 17 de julho de 1995 21:30 | Brasil                           | 2 - 2 | Argentina                | Estádio Atilio Paiva Olivera, Rivera |
|                           | Edmundo 9' · Túlio Maravilha 81' |       | Balbo 2' · Batistuta 29' | Público: 24 000 Árbitro: PER Tejada  |

|                                                         |       | Penalidades                 |  |
| Roberto Carlos Túlio Maravilha André Cruz Dunga Edmundo | 4 – 2 | Pérez Acosta Simeone Fabbri |  |

### Semifinais
| 19 de julho de 1995 21:30 | Uruguai                  | 2 – 0 | Colômbia | Estádio Centenário, Montevidéu       |
|                           | Adinolfi 51' · Otero 70' |       |          | Público: 20 000 Árbitro: PAR Benegas |

| 20 de julho de 1995 21:30 | Brasil     | 1 – 0 | Estados Unidos | Estádio Domingo Burgueño, Maldonado |
|                           | Aldair 13' |       |                | Público: 2 500 Árbitro: EQU Rodas   |

### Disputa pelo 3º lugar
| 22 de julho 15:00 | Colômbia                                                  | 4 – 1 | Estados Unidos    | Estádio Domingo Burgueño, Maldonado             |
|                   | Quiñónez 30' · Valderrama 38' · Asprilla 50' · Rincón 76' |       | Joe-Max Moore 52' | Público: 2 500 Árbitro: CHI Salvador Imperatore |

### Final
| 23 de julho 15:00 | Uruguai        | 1 – 1 (pro) | Brasil    | Centenário, Montevidéu                            |
|                   | Bengoechea 51' |             | Túlio 30' | Público: 60 000 Árbitro: MEX Arturo Brizio Carter |

|                                                   |       | Penalidades                      |  |
| Francescoli Bengoechea Herrera Gutiérrez Martínez | 5 – 3 | Roberto Carlos Zinho Túlio Dunga |  |

## Premiação
| Copa América de 1995          |
| Uruguai                       |
| ----------------------------- |
| Uruguai Campeão (14.º título) |

## Estatísticas

### Artilharia
| 4 gols - Batistuta - Luis García 3 gols - Abel Balbo - Túlio Maravilha - Rincón - Eric Wynalda - Otero 2 gols - Edmundo - Ivo Basay - Asprilla - Cardozo - Villamayor - Fonseca - Francescoli - Dolgetta Gols contra - Higuita - Hurtado - Campos | 1 gol - Simeone - Demetrio Angola - Etcheverry - Miguel Mercado - Mauricio Ramos - Carlos Sánchez - Aldair - Leonardo - Ronaldão - Zinho - Rozental - Quiñónez - Valderrama - Energio Díaz - Mora - Espinoza - Gamarra - Samaniego - Palacios - Adinolfi - Bengoechea - Gustavo Poyet - Saralegui - Frank Klopas - Lalas - Moore - Gabriel Miranda |

## Classificação final
- 1º - Uruguai
- 2º - Brasil
- 3º - Colômbia
- 4º - Estados Unidos

## Campanha do Brasil
O Brasil foi treinado por Zagallo.

### Artilheiros
3 gols
- Túlio Maravilha

2 gols
- Edmundo

1 gol
- Ronaldão
- Zinho
- Leonardo
- Aldair

### Assistências
2 Assistências
- Jorginho

1 Assistência
- Edmundo
- Roberto Carlos
- Juninho Paulista
- Sávio